# Achterwatersztag
Achterwatersztag – lina na żaglowcu, usztywniająca wystrzał od dołu, biegnąca w diametralnej jednostki. Łączy punkt połączenia stępki i pawęży – dejwud z nokiem wystrzału. Może być liną włókienną, liną stalową lub łańcuchem. Zaliczana do olinowania stałego.